# Cheiridopsis
Cheiridopsis är ett släkte av isörtsväxter. Cheiridopsis ingår i familjen isörtsväxter.

## Bildgalleri

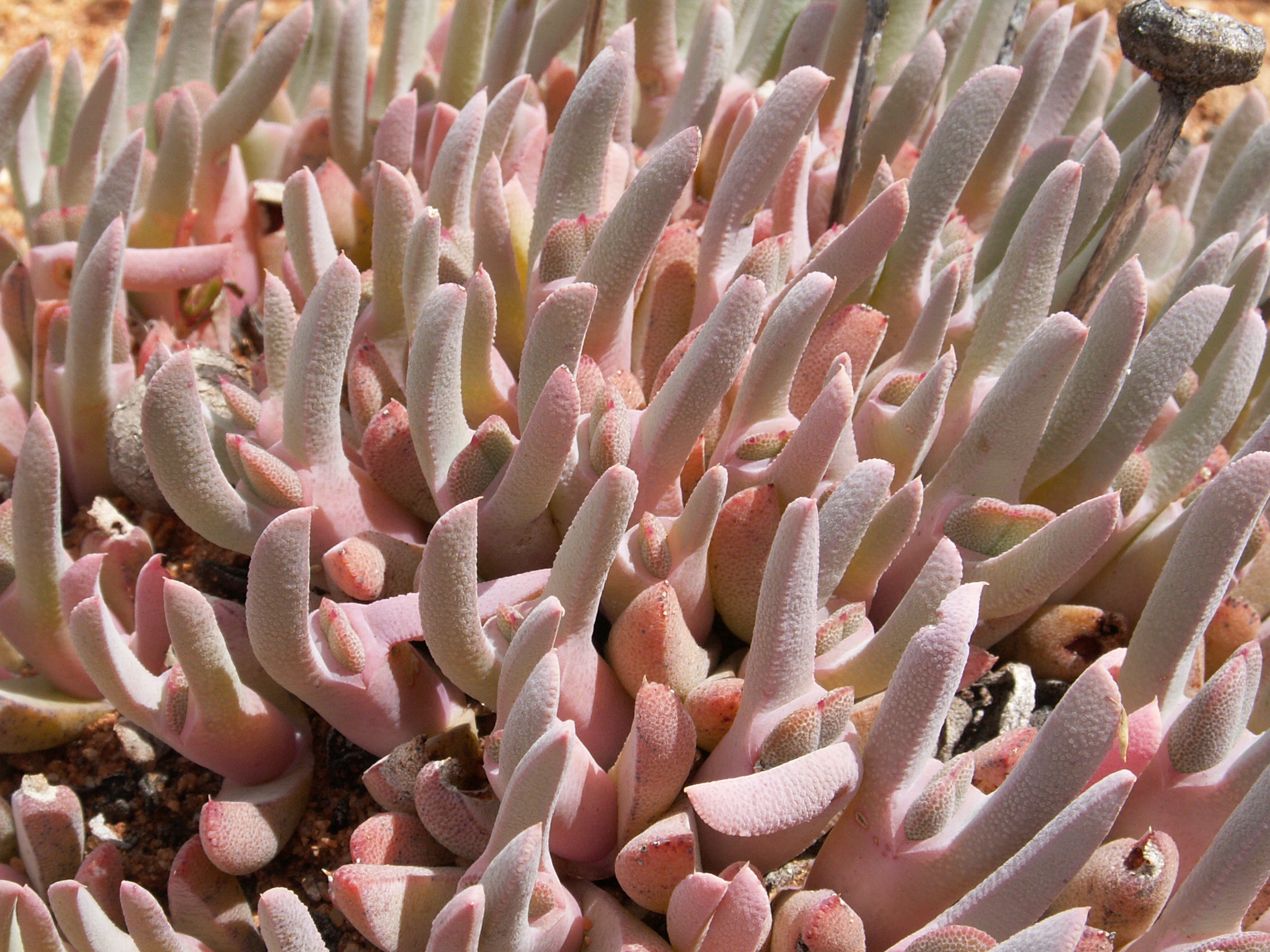
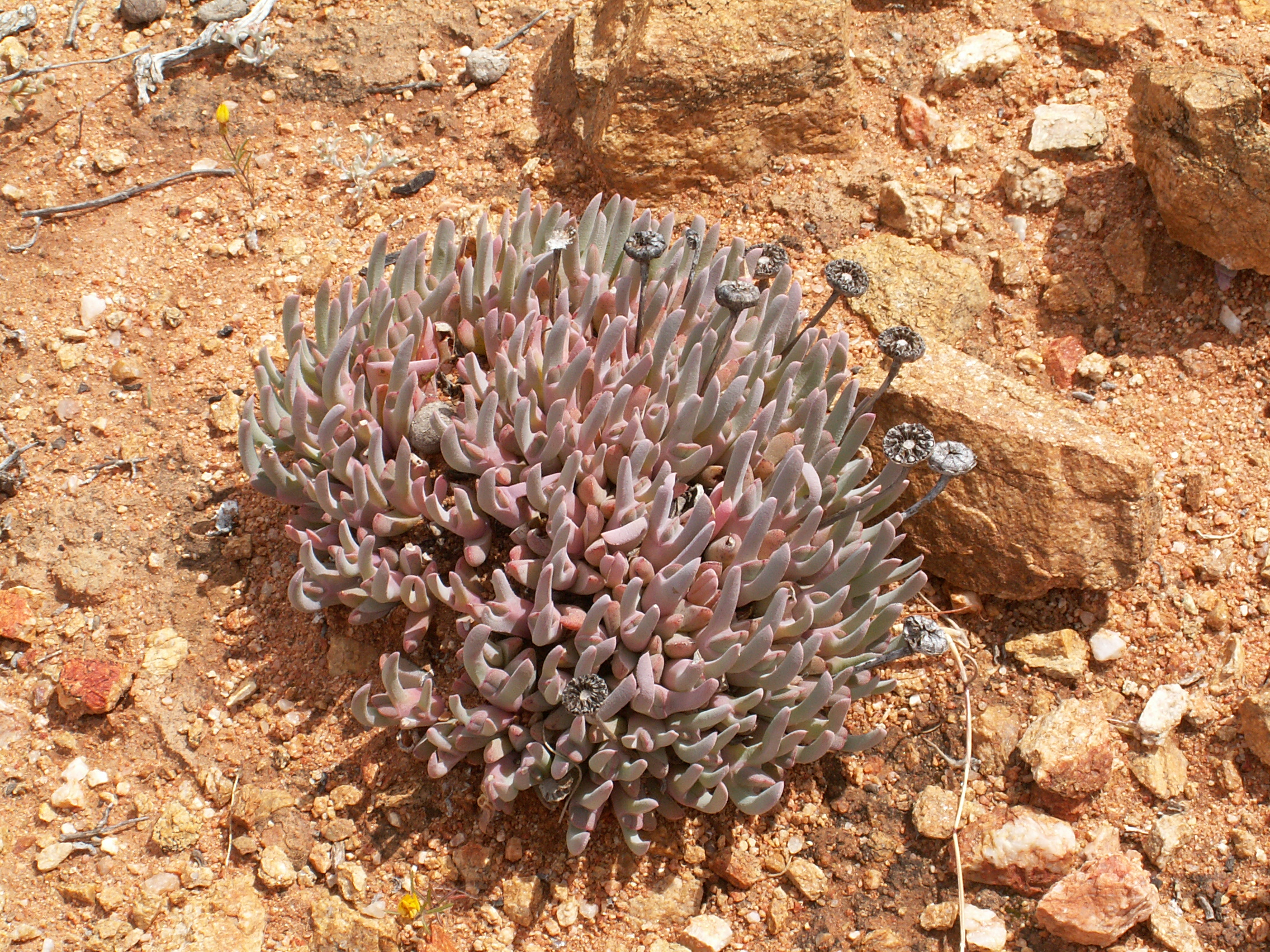
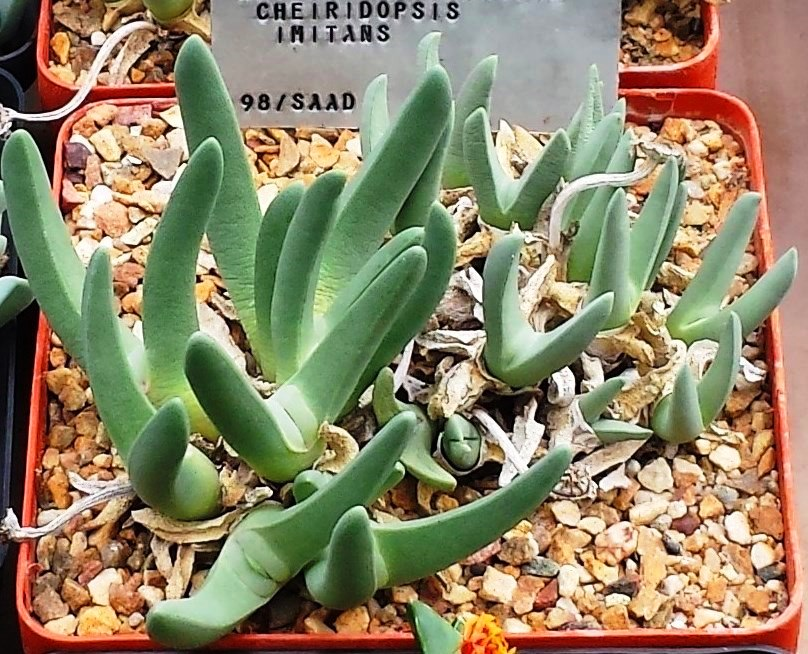
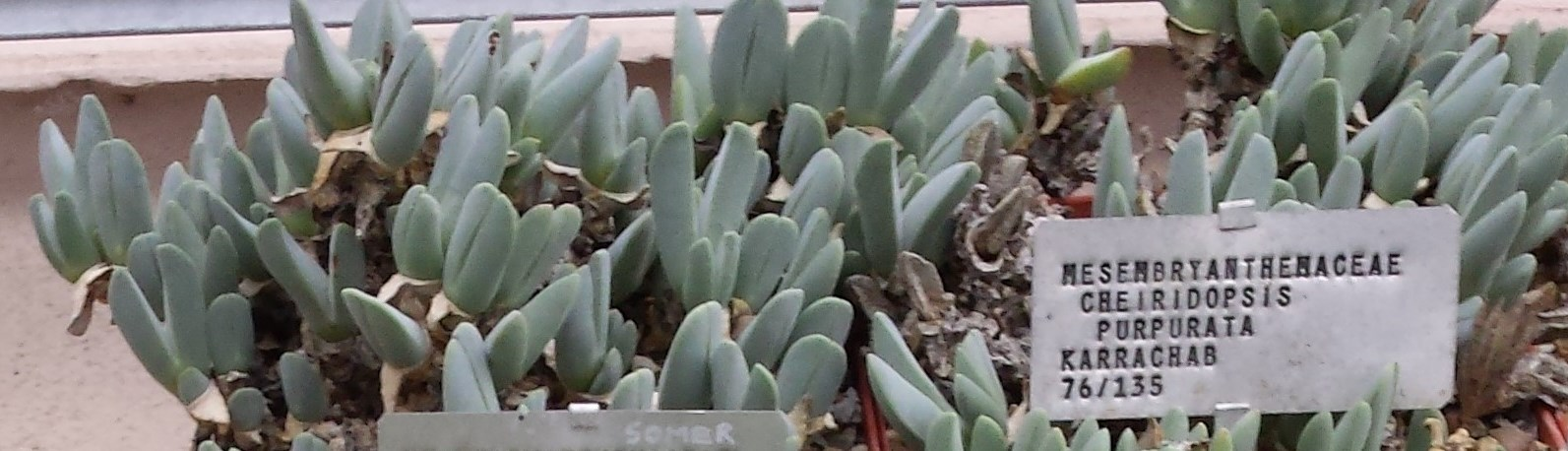
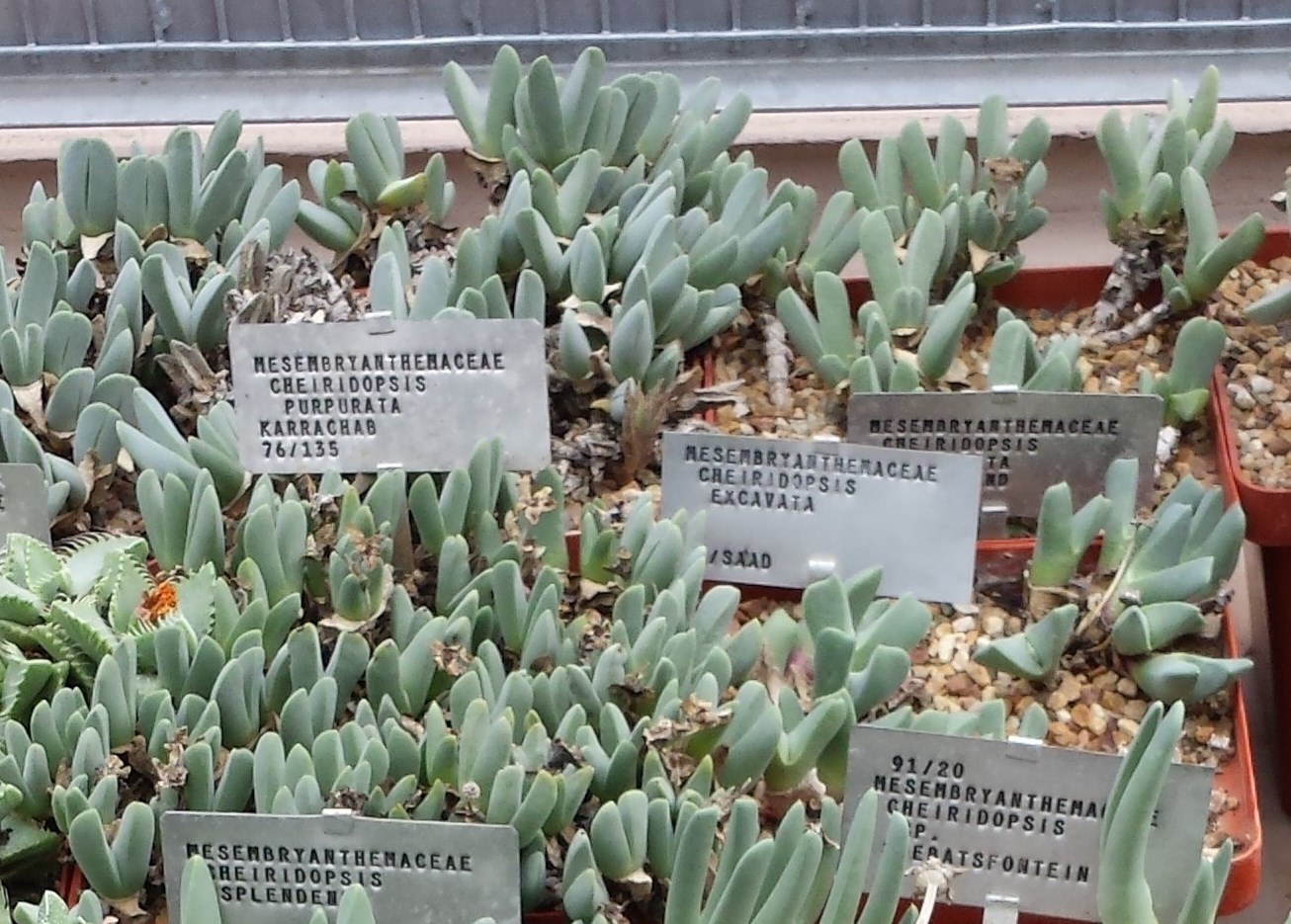
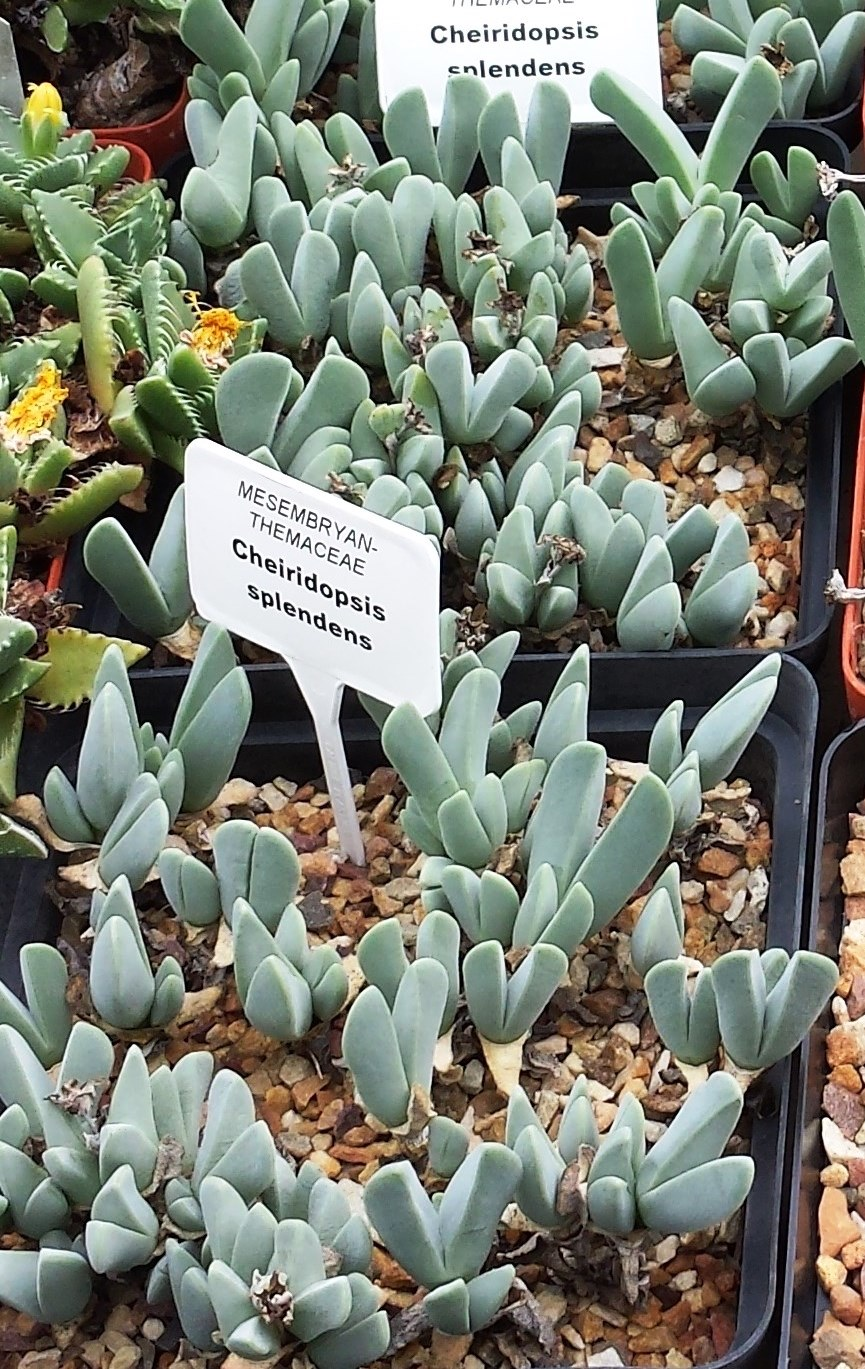

## Dottertaxa tillCheiridopsis, i alfabetisk ordning[1]
- Cheiridopsis acuminata
- Cheiridopsis amabilis
- Cheiridopsis aspera
- Cheiridopsis brownii
- Cheiridopsis campanulata
- Cheiridopsis caroli-schmidtii
- Cheiridopsis delphinoides
- Cheiridopsis denticulata
- Cheiridopsis derenbergiana
- Cheiridopsis gamoepensis
- Cheiridopsis glomerata
- Cheiridopsis herrei
- Cheiridopsis imitans
- Cheiridopsis meyeri
- Cheiridopsis minor
- Cheiridopsis namaquensis
- Cheiridopsis nelii
- Cheiridopsis pearsonii
- Cheiridopsis peculiaris
- Cheiridopsis pillansii
- Cheiridopsis pilosula
- Cheiridopsis ponderosa
- Cheiridopsis purpurea
- Cheiridopsis robusta
- Cheiridopsis rostrata
- Cheiridopsis rudis
- Cheiridopsis schlechteri
- Cheiridopsis speciosa
- Cheiridopsis turbinata
- Cheiridopsis umbrosa
- Cheiridopsis umdausensis
- Cheiridopsis velox
- Cheiridopsis verrucosa